# Myzomela lafargei
El mielero nuquirrojo o meloncillo de Bougainville (Myzomela lafargei) es una especie de ave paseriforme de la familia Meliphagidae propia de las islas Salomón.

## Descripción
Los adultos miden entre 12 y 13 cm de largo y pesan típicamente entre 10 y 14 gramos.

## Distribución
Es endémico del archipiélago de las islas Salomón, donde se distribuye en las islas de Buka, Bougainville, Shortland, Fauro, Choiseul y Santa Isabel.